# Lojo Kalkverk

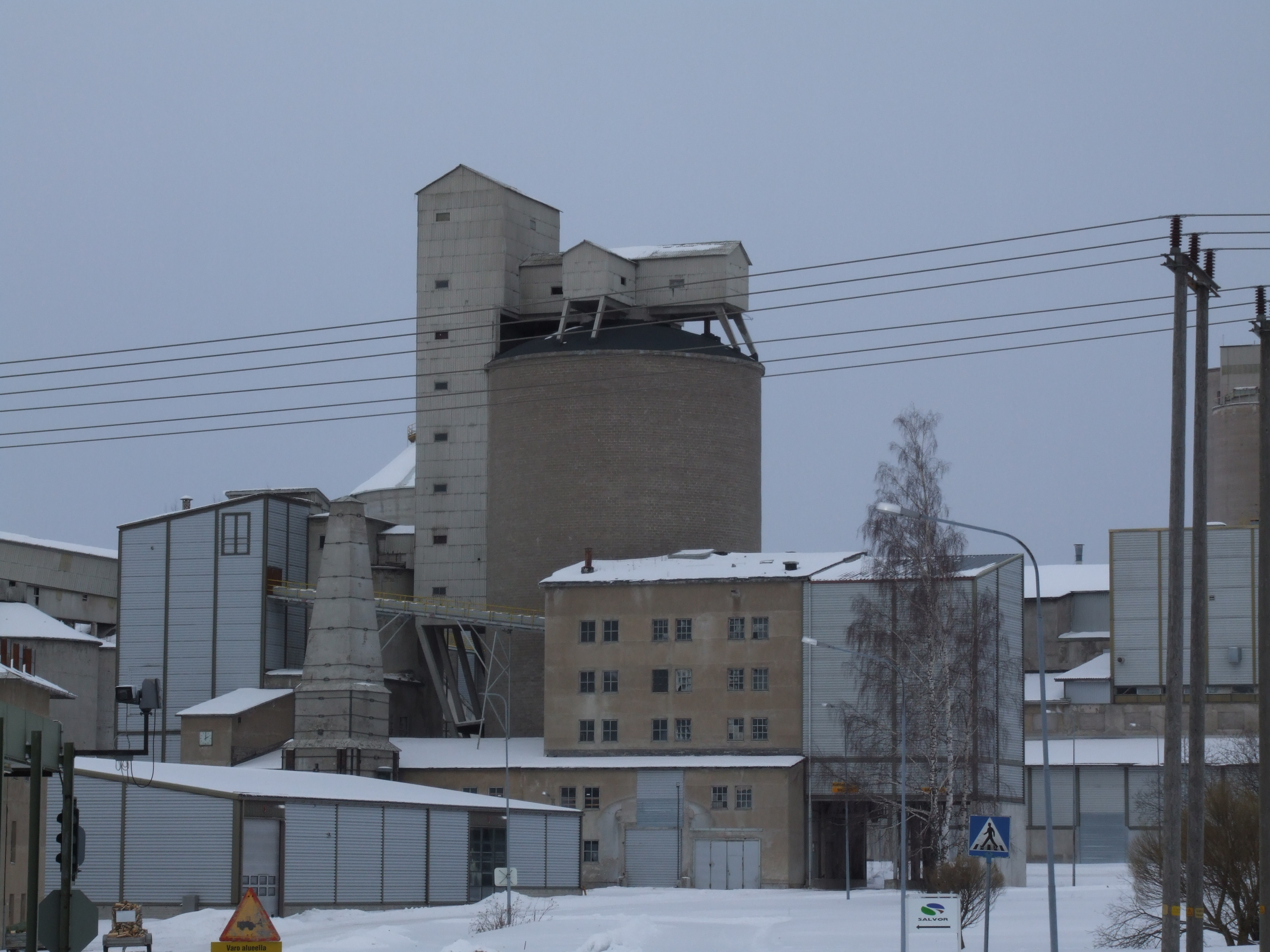
Den obeliskformade byggnaden till vänster är den ursprungliga vertikala schaktugnen från 1897.

Lojo Kalkverk Ab, från 1975 Oy Lohja Ab, var en byggmaterialindustri vid Lojosjön i Virkby i Lojo stad. Den grundades 1897 av Karl Forsström (1850–1912).
Den första kalkugnen, av typen schaktugn, byggdes 1897, och 1907 byggdes en effektivare ringugn. År 1919 utökades anläggningen med en cementfabrik. År 1992 slogs kalk- och cementtillverkningen ihop med Pargas Kalkbergs Ab, som 1993 köptes av Scancem. Fabriken stängde 1994 på grund av lågkonjunkturen i början av 1990-talet.
Runt fabriken byggdes brukssamhället Virkby upp mellan Lojosjön och Lojoåsen med tidsmässigt skiktade, vidsträckta och välbevarade produktions- och bostadsområden samt bland annat kyrka, samlingslokaler och ett rekreationsområde. 
Som mest sysselsatte fabriken mer än 1 000 arbetare.
Fabriksområdet ägdes 2008 av Finnsementti.